# Молдавска ћирилица
Молдавска ћирилица је писмо које је званично коришћено за писање на молдавском језику од 1924—1932. и од 1938—1989. у Молдавији. Данас је званично у употреби у Придњестровљу. Ово писмо битно се разликује од румунске ћирилице, јер се угледала на руску азбуку и не треба га са њом поистовећивати.

## Азбука
| Слово | Латинични еквивалент | Име на молдавском | IPA |
| ----- | -------------------- | ----------------- | --- |
| а     | a                    | а                 |     |
| б     | b                    | бе                |     |
| в     | v                    | ве                |     |
| г     | g, gh                | ге                |     |
| д     | d                    | де                |     |
| е     | e, ie                | е                 |     |
| ж     | j                    | же                |     |
| ӂ     | g                    | ӂе                |     |
| з     | z                    | зе                |     |
| и     | i, ii                | и                 |     |
| й     | i                    | йе                |     |
| к     | c, ch                | ка                |     |
| л     | l                    | ле                |     |
| м     | m                    | ме                |     |
| н     | n                    | не                |     |
| о     | o                    | о                 |     |
| п     | p                    | пе                |     |
| р     | r                    | ре                |     |
| с     | s                    | се                |     |
| т     | t                    | те                |     |
| у     | u                    | у                 |     |
| ф     | f                    | фе                |     |
| х     | h                    | ха                |     |
| ц     | ţ                    | це                |     |
| ч     | c (ce, ci)           | че                |     |
| ш     | ş                    | ше                |     |
| ы     | â, î                 | ы                 |     |
| ь     | i                    | и куртэ           |     |
| э     | ă                    | э                 |     |
| ю     | iu                   | ю                 |     |
| я     | ea, ia               | я                 |     |

## Пример текста
Наш језик
| На латиници |  | На ћирилици |
| --- |  | --- |
| Limba noastră-i o comoară În adâncuri înfundată Un șirag de piatră rară Pe moșie revărsată. Limba noastră-i foc, ce arde Într-un neam, ce fără veste S-a trezit din somn de moarte, Ca viteazul din poveste. Limba noastră-i frunză verde, Zbuciumul din codrii veșnici, Nistrul lin, ce-n valuri pierde Ai luceferilor sfeșnici. Limba noastra-i limbă sfântă, Limba vechilor cazanii, Care-o plâng și care-o cântă Pe la vatra lor țăranii. Răsări-va o comoară În adâncuri înfundată, Un șirag de piatră rară Pe moșie revărsată. |  | Лимба ноастрэ-й о комоарэ Ын адынкурь ынфундатэ Ун шираг де пятрэ рарэ Пе мошие ревэрсатэ. Лимба ноастрэ-й фок че арде Ынтр-ун ням, че фэрэ весте С-а трезит дин сомн де моарте Ка витязул дин повесте. Лимба ноастрэ-й фрунзэ верде, Збучумул дин кодрий вешничь, Ниструл лин, че-н валурь перде Ай лучеферилор сфешничь. Лимба ноастрэ-й лимбэ сфынтэ, Лимба векилор казаний, Каре о плынг ши каре о кынтэ Пе ла ватра лор цэраний. Рэсэри-ва о комоарэ Ын адынкурь ынфундатэ, Ун шираг пятрэ рарэ Пе мошие ревэрсатэ. |